# آگیل والی
آگیل والی (به ایتالیایی: AGIL Volley) یک باشگاه والیبال زنان ایتالیایی است که در نووارا قرار دارد و درحال‌حاضر در بالاترین سطح لیگ والیبال زنان ایتالیا بازی می‌کند.

## نام‌های پیشین
بنا بر دلایل اسپانسری، باشگاه با نام‌های زیر به رقابت پرداخته است:
- آگیل ترکاته (۱۹۸۴–۱۹۹۹)
- آگیل والی ترکاته (۱۹۹۹–۲۰۰۱)
- آسیستل نووارا (۲۰۰۱–۲۰۰۳)
- آگیل والی ترکاته (۲۰۰۳–۲۰۱۲)
- ایگور گورگونزولا نووارا (۲۰۱۲–تاکنون)

## تیم
فصل ۲۰۲۱–۲۰۲۰، بازیکنان در فوریه ۲۰۲۱.
| شماره | بازیکن             | پست         | قد (متر) | وزن (کیلوگرم) | زادروز                   |
| ----- | ------------------ | ----------- | -------- | ------------- | ------------------------ |
| ۲     | والنتینا بارتولوچی | پاسور       | ۱٫۷۰     | ۶۵            | ۱۵ فوریهٔ ۲۰۰۳ ‏(۲۲ سال)   |
| ۳     | آلسیا پوپولینی     | دریافت‌کننده | ۱٫۷۴     | ۶۶            | ۱۱ اکتبر ۲۰۰۰ ‏(۲۴ سال)   |
| ۴     | بریت هربوتس        | دریافت‌کننده | ۱٫۸۲     | ۶۳            | ۲۴ سپتامبر ۱۹۹۹ ‏(۲۵ سال) |
| ۵     | فرانچسکا ناپودانو  | لیبرو       | ۱٫۷۴     | ۶۳            | ۱۷ ژانویهٔ ۱۹۹۹ ‏(۲۶ سال)  |
| ۶     | الیسا زانته        | قطر پاسور   | ۱٫۹۲     | ۸۴            | ۱۷ ژانویهٔ ۱۹۹۶ ‏(۲۹ سال)  |
| ۷     | ایلاریا باتیستونی  | پاسور       | ۱٫۷۴     | ۵۸            | ۲۲ آوریل ۱۹۹۶ ‏(۲۸ سال)   |
| ۸     | ماتیلده فریگریو    | مدافع میانی | ۱٫۸۱     | ۶۷            | ۲۲ آوریل ۲۰۰۲ ‏(۲۲ سال)   |
| ۹     | کاترینا بوزتی      | دریافت‌کننده | ۱٫۷۷     | ۶۶            | ۲ فوریهٔ ۱۹۹۴ ‏(۳۱ سال)    |
| ۱۰    | کریستینا چیریچلا   | مدافع میانی | ۱٫۹۵     | ۷۳            | ۱۰ فوریهٔ ۱۹۹۴ ‏(۳۱ سال)   |
| ۵     | روسامریا مونتیبلر  | قطر پاسور   | ۱٫۸۵     | ۷۱            | ۹ آوریل ۱۹۹۴ ‏(۳۰ سال)    |
| ۱۱    | استفانیا سانسونا   | لیبرو       | ۱٫۷۵     | ۶۷            | ۱ نوامبر ۱۹۸۲ ‏(۴۲ سال)   |
| ۱۲    | میشا هنکاک         | پاسور       | ۱٫۸۰     | ۶۸            | ۱۰ نوامبر ۱۹۹۲ ‏(۳۲ سال)  |
| ۱۳    | سارا بونیفاچو      | دریافت‌کننده | ۱٫۸۶     | ۷۵            | ۳ ژوئیهٔ ۱۹۹۶ ‏(۲۸ سال)    |
| ۱۴    | جولیا پیچی         | پاسور       | ۱٫۷۷     | ۷۷            | ۱۲ فوریهٔ ۲۰۰۲ ‏(۲۳ سال)   |
| ۱۵    | هیلی واشینگتون     | مدافع میانی | ۱٫۹۰     | ۸۰            | ۲۲ سپتامبر ۱۹۹۵ ‏(۲۹ سال) |
| ۱۶    | آلسیا بولزونتی     | دریافت‌کننده | ۱٫۸۸     | ۸۲            | ۱۵ فوریهٔ ۲۰۰۲ ‏(۲۳ سال)   |
| ۱۷    | مالوینا اسماژک     | قطر پاسور   | ۱٫۹۱     | ۷۹            | ۳ ژوئن ۱۹۹۶ ‏(۲۸ سال)     |
| ۱۸    | ورونیکا کوستانتینی | مدافع میانی | ۱٫۸۹     | ۷۴            | ۲۳ آوریل ۲۰۰۳ ‏(۲۱ سال)   |
| ۱۹    | نیکا دالدروپ       | دریافت‌کننده | ۱٫۸۹     | ۷۲            | ۲۹ نوامبر ۱۹۹۸ ‏(۲۶ سال)  |
| ۹۹    | ابرار کاراکورت     | قطر پاسور   | ۱٫۹۶     | ۷۲            | ۱۷ ژانویهٔ ۲۰۰۰ ‏(۲۵ سال)  |

## افتخارات

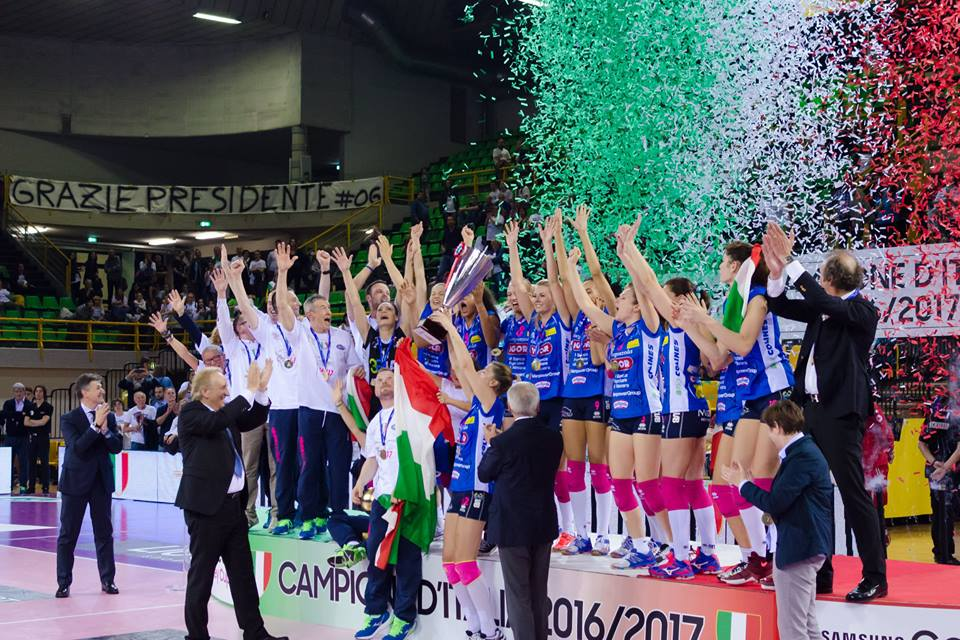
بازیکنان ایگور گورگونزولا در حال جشن‌گرفتن هنگام دست‌یابی به عنوان لیگ داخلی

### مسابقات داخلی
- کوپا ایتالیا: ۳

۱۵–۲۰۱۴، ۱۸–۲۰۱۷، ۱۹–۲۰۱۸
- لیگ داخلی: ۱

۱۷–۲۰۱۶
- سوپر کاپ ایتالیا: ۱

۱۸–۲۰۱۷

### مسابقات بین‌المللی
- لیگ قهرمانان: ۱

۱۹–۲۰۱۸
- جام اروپا: ۱

۰۳–۲۰۰۲